# Jonathan Evans, Baron Evans of Weardale

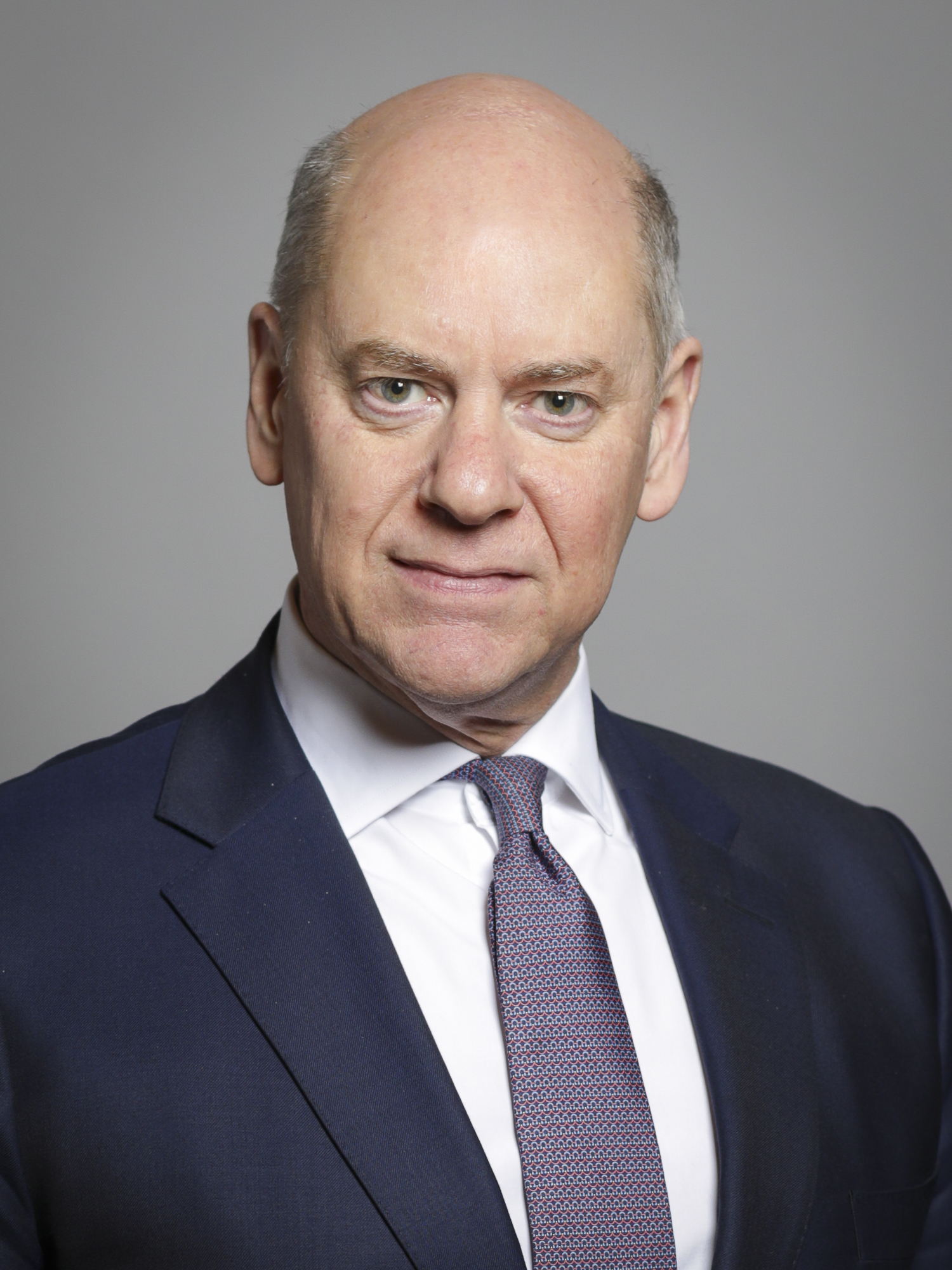
Jonathan Evans, Baron Evans of Weardale (2019)

Jonathan Douglas Evans, Baron Evans of Weardale, KCB (* 17. Februar 1958) ist ein britischer Nachrichtendienstler und parteiloser Politiker, der unter anderem zwischen 2007 und 2013 Generaldirektor des Inlandsgeheimdienstes MI5 war. Seit 2014 ist er als Life Peer Mitglied des House of Lords.

## Leben
Jonathan Douglas Evans absolvierte nach dem Besuch der ältesten allgemeinbildenden Schule Englands, der 1432 gegründeten Sevenoaks School ein Studium der Fachrichtung Klassische Altertumswissenschaft an der University of Bristol und trat nach dessen Abschluss 1980 in den Inlandsgeheimdienst MI5 (Security Service) ein. Er war dort zunächst in der Spionageabwehr und danach 1985 in der Abteilung innere Sicherheit und Personenschutz tätig, ehe er Ende der 1980er Jahre zur Abteilung Terrorismusbekämpfung im Inland wechselte. Dort war er mehr als ein Jahrzehnt lang an den Bemühungen beteiligt, die Bedrohung durch Gruppen wie die Provisional Irish Republican Army in Nordirland während des Nordirlandkonflikts (The Troubles) zu bekämpfen. Als die Gewalt in Nordirland 1999 aufgrund des Karfreitagsabkommens stark zurückging, wechselte zur G-Branch, der Abteilung des MI5, die sich mit internationalem Terrorismus befasst. Dort wurde er Experte für die terroristische Vereinigung al-Qaida und andere Zweige des islamistischen Terrorismus. Nur wenige Tage vor den Anschlägen vom 11. September 2001 wurde er zum Leiter der Abteilung ernannt, eine Position, die ihn in den Vorstand des Nachrichtendienstes brachte.

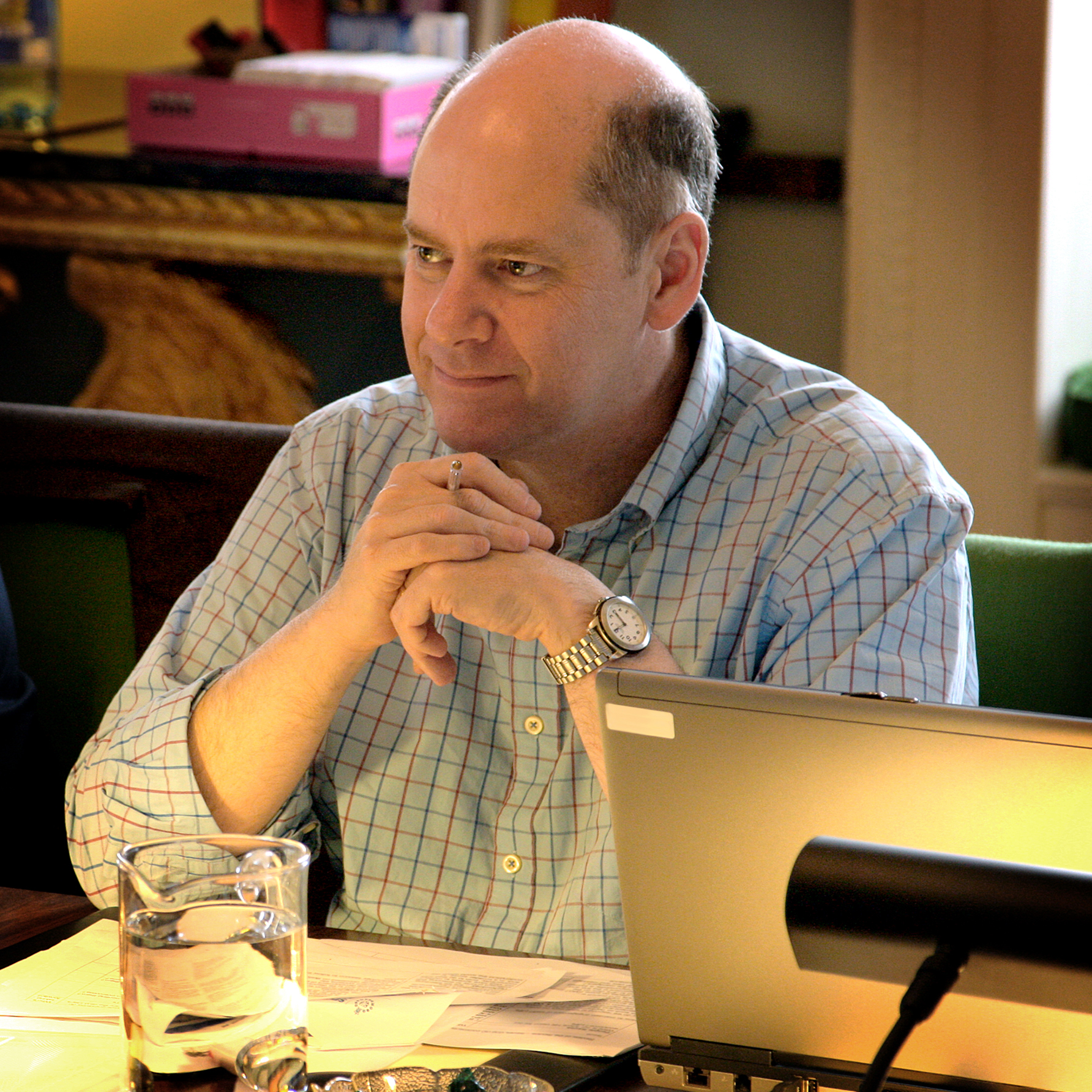
Jonathan Evans als Generaldirektor des Security Service MI5 (2009)

2005 wurde Jonathan Evans stellvertretender Generaldirektor, ehe er als Nachfolger von Dame Eliza Manningham-Buller am 21. April 2007 zum Generaldirektor des Inlandsgeheimdienstes MI5 befördert wurde. Er hatte dieses Amt bis zum 22. April 2013 inne, woraufhin Sir Andrew David Parker ihn ablöste. Für seine Verdienste wurde er am 29. Dezember 2012 als Knight Commander des Order of the Bath (KCB) geadelt, so dass er fortan das Prädikat „Sir“ führte.
Nach seinem Ausscheiden als Generaldirektor beim MI5 wurde Sir Jonathan Evans als Non-Executive Director Mitglied des Verwaltungsrats von HSBC Holdings. Er ist außerdem Non-Executive Director von Ark Data Centres, Distinguished Fellow am Royal United Services Institute (RUSI) und Honorarprofessor an der University of St Andrews. Des Weiteren fungierte er von 2014 bis 2015 auch als Non-Executive Director der National Crime Agency, der nationalen Kriminalpolizeibehörde des Vereinigten Königreichs. Er wurde am 3. Dezember 2014 als Baron Evans of Weardale, of Toys Hill in the County of Kent, zum Life Peer aufgrund des Life Peerages Act 1958 der Peerage of the United Kingdom erhoben, wodurch er parteiloses Mitglied (Crossbencher) des House of Lords, des Oberhauses des Parlaments, wurde. Im Januar 2015 übernahm er das Ehrenamt als Deputy Lieutenant der Grafschaft Kent. Am 1. November 2018 wurde er als Nachfolger von Paul Bew, Baron Bew von Premierminister Boris Johnson für eine Amtszeit von fünf Jahren zum Vorsitzenden des Committee on Standards in Public Life ernannt. Das unabhängige Komitee für Standards im öffentlichen Leben berät den Premierminister in ethischen Fragen des gesamten öffentlichen Lebens im Vereinigten Königreich sowie überwacht und berichtet über Fragen im Zusammenhang mit den Verhaltensstandards aller Amtsträger. Er bekleidete diese Funktion bis zum 31. Oktober 2023 und wurde zum 1. Januar 2023 von Generalleutnant Douglas Chalmers abgelöst. Im November 2023 wurde bekannt, dass er neuer Vorsitzenden des Board of Trustees der Hazardous Area Life-support Organization (HALO) wird, eine humanitäre Nichtregierungsorganisation, die sich vor allem der Räumung von Landminen und anderen Sprengkörpern widmet, die durch Konflikte zurückgelassen wurden, sowie mit über 10.000 Mitarbeitern weltweit in 28 Ländern tätig ist.
Evans ist aktives Mitglied der Church of England. Am 16. Dezember 2024 berief ihn Premierminister Keir Starmer zum Vorsitzenden der Crown Nominations Commission, die nach dem Rücktritt von Justin Welby Kandidaten für die Nachfolge als Erzbischof von Canterbury finden soll.